# Pécsi Sándor (színművész)
Pécsi Sándor (született Péchy) (Sajószentpéter, 1922. március 18. – Budapest, 1972. november 4.) kétszeres Kossuth-díjas magyar színész, érdemes és kiváló művész. A 20. századi magyar színjátszás kivételes tehetségű alakja.

## Élete
Édesapja Péchy Sándor üveggyári vas- és fémesztergályos, édesanyja Szalay Margit üveggyári munkás volt. Szülei az első impériumváltás után a Felvidékről menekült magyar nemesemberek voltak. A sajószentpéteri református templomban keresztelték meg. A településen nem sokáig éltek, mivel kisgyermekkorában szülei elköltöztek, és több, kisebb-nagyobb Borsod megyei faluban is megfordultak. Később Pécsi Sándor a származását érintően ezt mondta:
A Pécsi családi név. De nem cs-vel, hanem ch-val írják. A Péchyt én póriasítottam Pécsire – közismert álszerénységem okából… Különben családunk Eperjes környékéről, Pécsújfalu községből származik… A kassai Miklós-börtönben találtam is egy körözvényt, Emerich Péchy aláírással. Ez az ősöm valami Habsburg-párti pernahajder kapitány lehetett. A körözvényben ugyanis megtiltotta Eperjes férfilakosságának, hogy Kossuth-szakállt, pakompartot s egyéb hazafias szőrzetet viseljen. Legyen békétlen haló porában!
Diákként nyolc évig a Sárospataki Református Kollégiumban tanult, és nem sokon múlott, hogy nem lett lelkész belőle. Helyette színésznek tanult, a budapesti Színművészeti Akadémiát 1944-ben végezte el, s a Miskolci Nemzeti Színház, 1946-ban a Művész Színház, majd 1948-ban a Madách Színház tagja lett.
Maradj gyermek örökké.

Kerüld a feltűnést.

Hogy több légy, mint a többi,

többet kell élned

(főleg szenvedésben)

s tenned!!

A színművész zsenialitását őrzi Fényes Szabolcs és Szenes Iván Gyermekkori álmok című dala, amelyet Pécsi Sándor a Fuss, hogy utolérjenek! című nagy sikerű film zárásaként adott elő.
1972. november 4-én hunyt el szívroham következtében.

## Színpadi szerepei

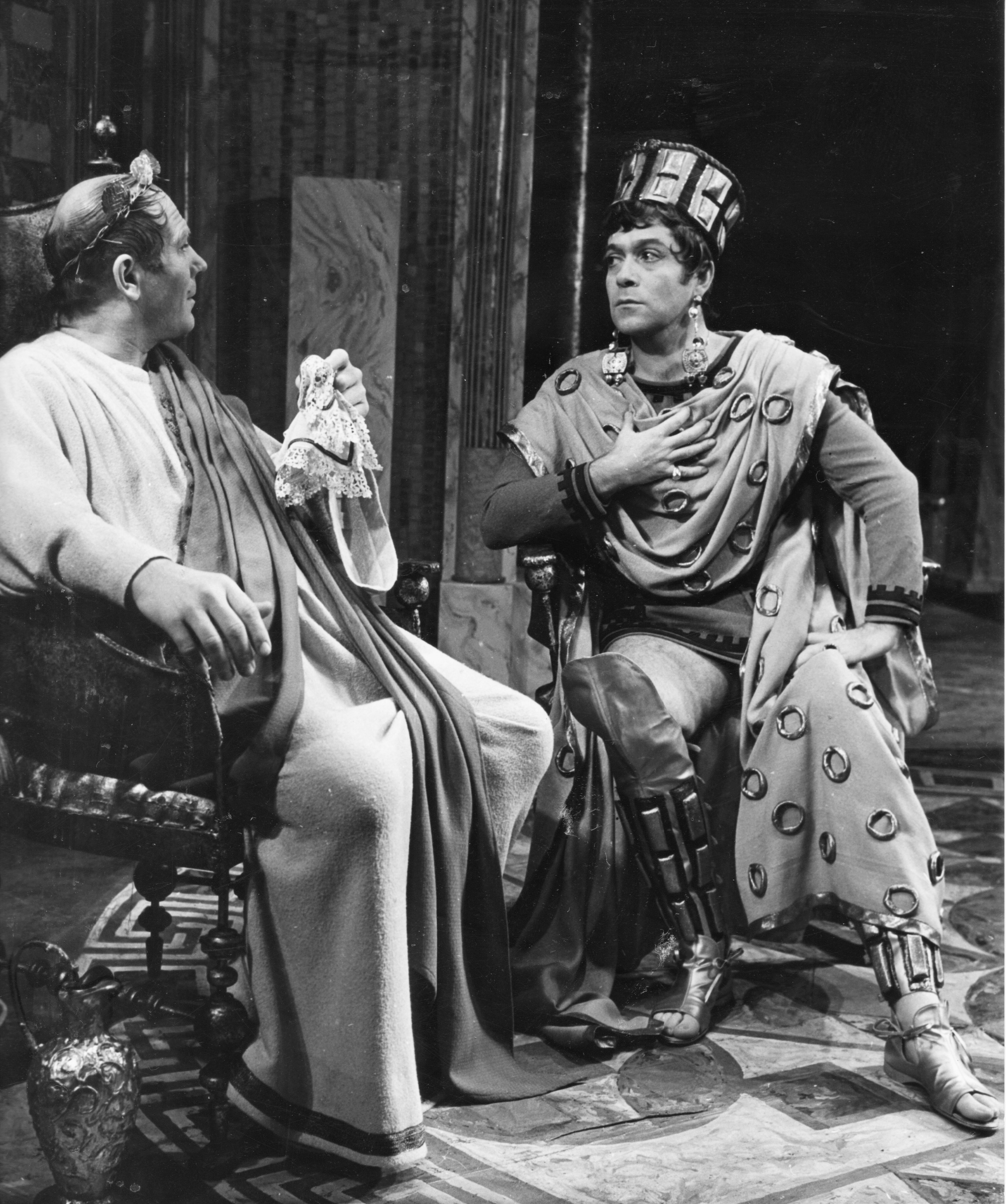
Márkus Lászlóval Friedrich Dürrenmatt: A nagy Romulus c. darabjának előadásán (1968)

- George Bernard Shaw: Caesar és Cleopatra, 1955) (Caesar)
- Steinbeck: Egerek és emberek (White)
- Gorkij:
  - Éjjeli menedékhely (Luka)
  - Kispolgárok (Tyetyerev, Percsihin)
- Szigligeti: Liliomfi (Szellemfi)
- Móricz: Rokonok (Kardics)
- Csehov:
  - Három nővér (Prozorov)
  - Sirály (Szorin)
- Molière: Scapin furfangja (Scapin)
- Gogol: A revizor (Polgármester)
- Shakespeare: Hamlet (Polonius)
- Miller: Pillantás a hídról (Eddie Carbone)
- Williams: A vágy villamosa (Mitch)
- Brecht–Kurt Weill: Koldusopera (Peacock)
- Dürrenmatt: A nagy Romulus (Romulus)
- Schiller: Ármány és szerelem (Miller)
- Brecht: A kaukázusi krétakör (Azdak)
- Shaw: Tanner John házassága (Mendoza)
- Szophoklész: Oidipusz király (Teiresias)
- Molnár Ferenc: A hattyú (Jácint)

## Filmjei

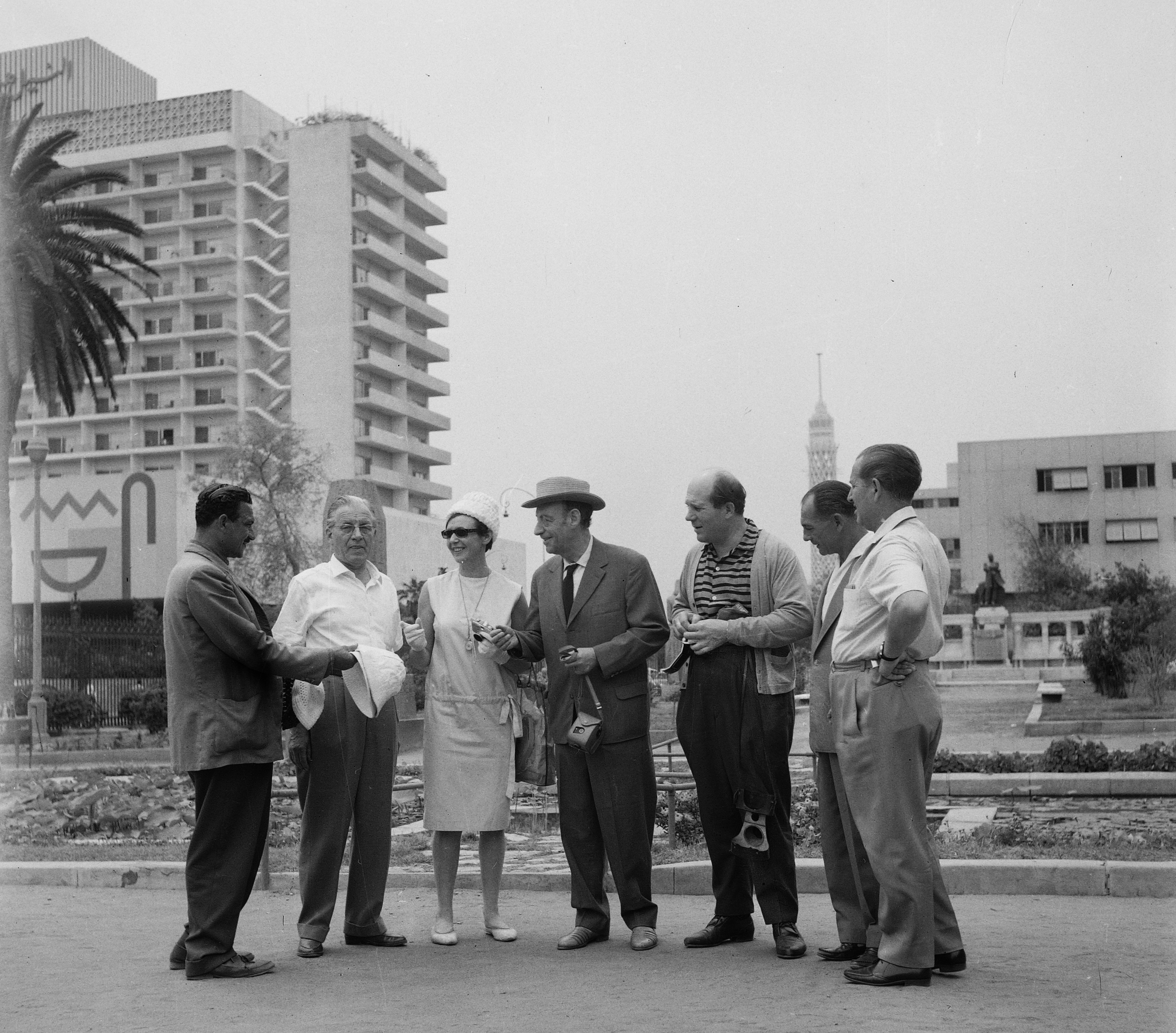
Az Egyiptomi történet című film forgatása közben. Középen Psota Irénnel és Latabár Kálmánnal

### Játékfilmek
- Talpalatnyi föld (1948)
- Mágnás Miska (Bíró, 1948)
- Egy asszony elindul (Szekeres, 1949)
- Szabóné (Hódis, 1949)
- Úri muri (pincér, 1950)
- Kis Katalin házassága (1950)
- Különös házasság (Medve doktor, 1951)
- Felszabadult föld (1951)
- Nyugati övezet (1952)
- Erkel (1952)
- Ifjú szívvel (1953)
- Föltámadott a tenger (Nyári Pál, 1953)
- A város alatt (1953)
- Liliomfi (Szellemfi, 1954)
- Rokonok (Kardics, 1954)
- Simon Menyhért születése (Bonta, 1954)
- Dandin György, avagy a megcsúfolt férj (Dandin György, 1955)
- Bakaruhában (Bodrogi, 1957)
- A harangok Rómába mentek (Angel úr, 1958)
- Szent Péter esernyője (Bélyi János plébános, 1958)
- Tegnap (1958)
- Kard és kocka (Varga Máté, 1959)
- Szerelem csütörtök (Máró, 1959)
- Rangon alul (1960)
- Az arc nélküli város (1960)
- A Noszty fiú esete Tóth Marival (Pázmár doktor, 1960)
- Az ígéret földje (1961)
- Megszállottak (1962) – Csonka Géza kútfúró mester
- Germinal (1963)
- Hogy állunk, fiatalember? (1963)
- Tücsök (1963)
- Egyiptomi történet (1963)
- Párbeszéd (Safrankó Mihály, 1963)
- Özvegy menyasszonyok (Kovács Péter rendőrőrnagy, 1964)
- A pénzcsináló (Bányai Péter, 1964)
- Új Gilgames (1964)
- Az aranyfej (1964)
- Kár a benzinért (Balogh Imre, 1964)
- Tilos a szerelem (1965)
- Nem (1965)
- Sellő a pecsétgyűrűn (Salgó Oszkár, 1965)
- Aranysárkány (1966)
- Az orvos halála (tanácstitkár, 1966)
- Baleset (1967)
- A hamis Izabella (Lovass Dezső, 1968)
- Kártyavár (hajóskapitány, 1968)
- Az örökös (párttitkár, 1969)
- Hazai pálya (1969)
- A Pál utcai fiúk (Rácz tanár úr, 1969)
- Szerelmi álmok (1970)
- Utazás a koponyám körül (pincér, 1970)
- Hahó, Öcsi! (határőr, 1971)
- Fuss, hogy utolérjenek! (Tokaji Gáspár, 1972)
- Harminckét nevem volt (Forrai, 1972)

### Tévéfilmek
- Ők tudják mi a szerelem (1964)
- Karácsonyi ének (1964)
- Ninocska, avagy azok az átkozott férfiak (1967)
- A két csaló (1968)
- A régi nyár (1969)
- 7 kérdés a szerelemről (és 3 alkérdés) (1969)
- Az ember tragédiája (1969)
- A 0416-os szökevény (1970)
- Élő Klára – Ballada (1970)
- Villa a Lidón (1971)
- A fekete város 1–7. (Qendel Gáspár, 1971)
- Jó estét nyár, jó estét szerelem (Juhász, 1972)
- Szerelem jutányos áron (Oszkár, 1972)
- A lámpás (1972)

## Cd-k, hangoskönyvek
- Maros Rudolf–Benedek Elek (író): A nagyotmondó legény

## Hangjáték
- Agatha Christie: Tíz kicsi néger (1946)
- Eugene Labiche: Nászutazás (1947)
- Jean Anouilh: Euridike (1947)
- Jean Giraudoux: Trójában nem lesz háború (1947)
- Kántor László: Szőrszálhasogatás (1947)
- Oscar Wilde: Salome (1947)
- Tamási Áron: Tündöklő Jeromos (1947)
- Tamási Áron: Vitéz lélek (1947)
- Vészi Endre: A pók hatalma (1947)
- Victor Eftimiu: Prometheus (1947)
- Eötvös József: Magyarország 1514-ben (1948)
- Mihail Szvetlov: Mese (1948)
- William Shakespeare: Felsült szerelmesek (1948)
- Alekszej Tolsztoj: A vörös kakas (1949)
- Dékány András: A verbunkos cigány (1950)
- Illés Béla: Tűz Moszkva alatt (1950)
- Anatolij Szofronov: Város a sztyeppen (1951)
- Karinthy Ferenc: Kőművesek (1951)
- Bán Pál-Kállai István: Segíteni nem szégyen (1952)
- Székely Júlia: Kutuzov tábornok (1952)
- Hunyady József: A nép tudósa (1953)
- Silova, Bohumilova: Emberek papírból (1953)
- Révay József: Párduc (1955)
- Jókai Mór: Lunátikus Debrecenben (1958)
- Hendrick Klára–Tasnádi Éva: Utazás a széllel bélelt papucsban (1959)
- Euripidész: Alkésztisz (1961)
- Nicola Manzari: A holtak nem fizetnek adót (1961)
- Sós György: Igaz legenda (1961)
- Takács Tibor: A hét lépés vers legendája (1961)
- Stanislawa Flesarowa-Muskat: Menekülés (1962)
- Majoros István: Baleset, avagy az igazság lovagja (1962)
- Antoine de Saint Exupery: Éjszakai repülés (1963)
- Aziz Neszin: Fölfedezem Törökországot (1964)
- Dino Buzzati: Hét emelet (1964)
- Fáklyavivők – dalok, hősök, emlékek (1964)
- Harold Pinter: Az étellift (1964)
- Lévai Béla–Siklós Judit: Egy hang tragédiája (1964)
- Mikszáth Kálmán: Két választás Magyarországon (1964)
- Móricz Zsigmond: Az isten háta mögött (1964)
- A zenélő doboz (1964)
- Karel és Jozef Čapek: A rovarok életéből (1965)
- Don Juan kalandos élete (1965)
- Gáspár Margit: Egyedül a toronyban (1965)
- Gyárfás Miklós: Sír az oroszlán (1965)
- Jevgenyij Svarc: A két juharfa (1965)
- Kenneth Miller: Az eltemetett ügy (1965)
- Hollós Ervin: Fiúk a térről (1966)
- Hámori Ottó: Szorgalmas évszázad (1967)
- Kapor, Momo: Álomhinta (1967)
- Graham Billing: Forbush és a pingvinek (1968)
- Joachim Goll: Himalája-madár (1968)
- Anders Bodelsen: Előléptetés (1969)
- Dorothy Sayers: A nagy sugallat (1969)
- Karel Čapek: Janecsek, az ősember meg a római császár (1969)
- Gáspár Margit: Memento (1969)
- Lendvai György: A bálvány (1969)
- Anton Pavlovics Csehov: A szirén (1970)
- Homérosz: Odüsszeia (1970)
- Németh László: II. József (1970)
- Ollier, Claude: Merénylet egyenes adásban (1970)
- Pekka Lounea: Álomtalan éjszaka (1970)
- Romain Rolland: Colas Breugnon (1970)
- Sós György: A szürke autó utasai (1970)
- Az elhagyott robot (1972)
- Alan Plater: Az a mizé a lépcsőházban (1972)
- Mándy Iván: Legenda az árusok teréről (1973)

## Díjai, elismerései
- Kossuth-díj (1951, 1953)
- Érdemes művész (1961)
- Kiváló művész (1968)

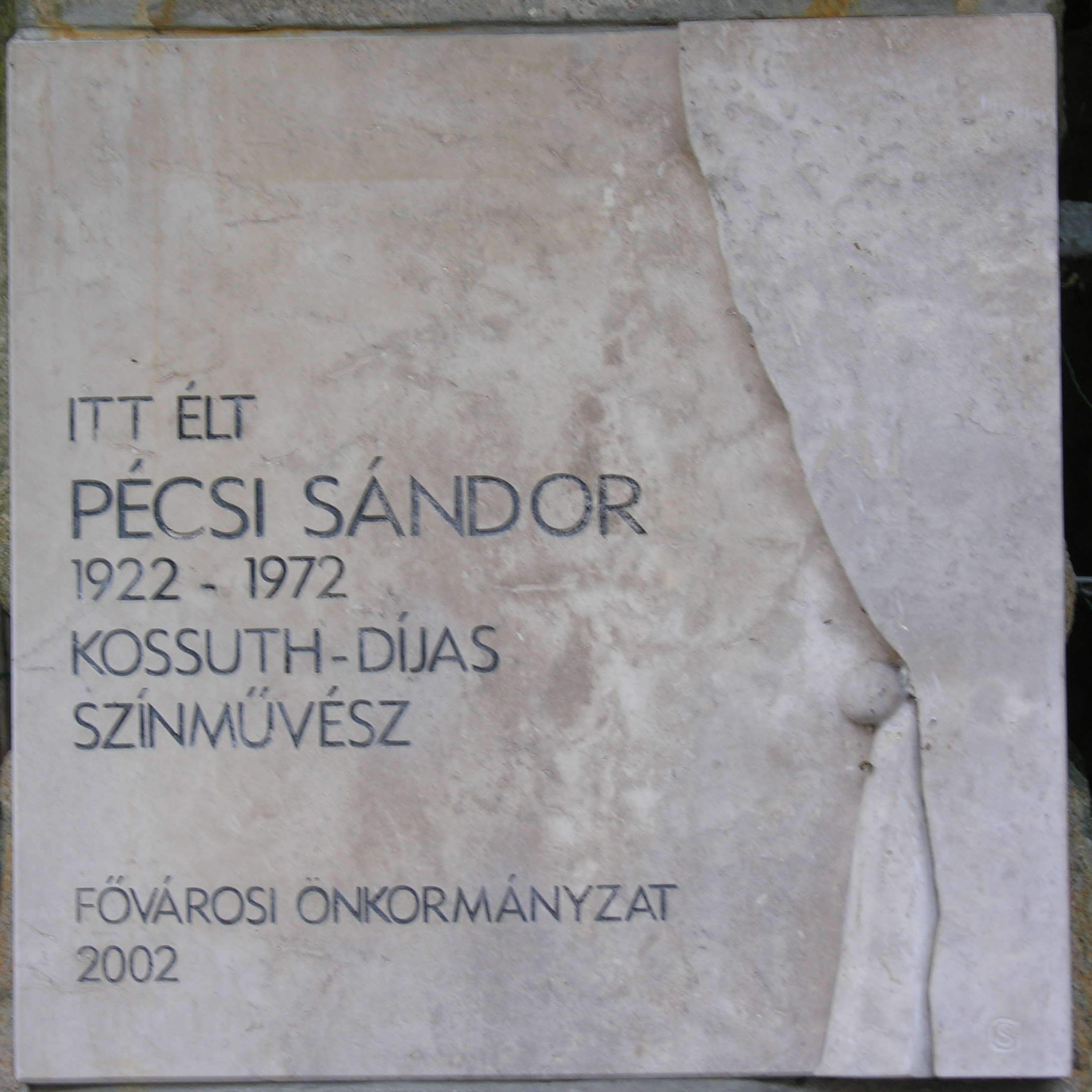
Emléktáblája egykori lakhelyén, a Cserje utca 6. szám alatt

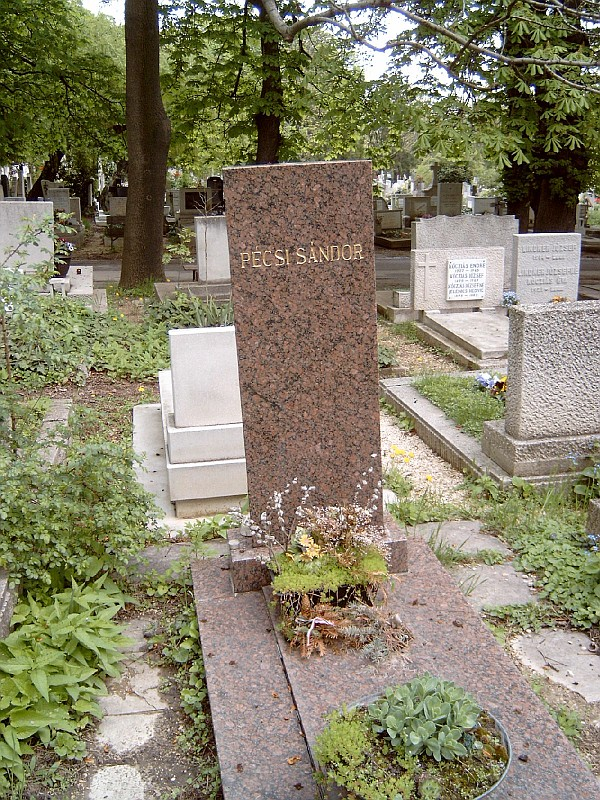
Sírja Budapesten. Farkasréti temető: 27-2-54

- Sajószentpéter díszpolgára (2002) /posztumusz/[5]

## Emlékezete
- A nevét őrzi Sajószentpéterben a Központi Általános Iskola Pécsi Sándor Tagiskolája. A portréja megtalálható Kazincbarcikán az Egressy Béni Művelődési Központ aulájában a Múzsák-Művészek-Művészetek nagyméretű olajfestményen (Mezey István (festő) alkotása).
- Sárospatakon utcát neveztek el róla.[6]
- Emlékét őrzi a harsányi székhelyű Pécsi Sándor Guruló Színház.[7]
- Emléktáblát helyeztek el tiszteletére egykori lakhelyén.